# 孫景燧
孫景燧（？—1787年），字秋汀，中國浙江人，清朝官員，乾隆四十九年（1784年）起擔任台灣知府，在林爽文事件中，不敵民軍，陣亡於彰化。

## 生平
孫景燧於乾隆二十六年恩科（1761年）高中二甲進士。
乾隆四十五年，接替滿人逑德任福建省延平府知府一职，乾隆四十九年（1784年）由李振文接任。乾隆四十九年（1784年），擔任福建省台灣府知府並兼任台灣道道尹，後道尹由滿人永福接任。
台灣天地會盛行，孫景燧取締之，捉拿了首領林爽文的叔伯，引來林爽文的憤怒，乾隆五十一年十一月廿七日（1787年1月16日），林爽文於大墩（今台中）起事，孫景燧身為知府，前往距離大墩不遠的彰化縣城守城。因兵力懸殊，廿九日陣亡。